# Doktor (film 1991)
Doktor (ang. The Doctor) – amerykański film dramatyczny z 1991 roku napisany przez Roberta Caswella oraz wyreżyserowany przez Randę Haines. Film jest luźno oparty na podstawie książki doktora Edwarda Rosenbauma A Taste Of My Own Medicine wydanej w 1988 roku. Wyprodukowana przez Buena Vista Pictures.
Premiera filmu miała miejsce 24 lipca 1991 roku w Stanach Zjednoczonych.

## Opis fabuły
Cynicznemu, pewnemu siebie chirurgowi Jackowi McKee (William Hurt) świat wali się na głowę. Nagle staje się jednym z pacjentów. Odczuwa strach, ból, drażni go i upokarza pogardliwe podejście personelu. Zaczyna uświadamiać sobie, jak wiele było błędów w jego postępowaniu.

## Obsada
- William Hurt jako doktor Jack McKee
- Christine Lahti jako Anne McKee
- Elizabeth Perkins jako June Ellis
- Mandy Patinkin jako doktor Murray Kaplan
- Adam Arkin jako doktor Eli Bloomfield
- Charlie Korsmo jako Nicky McKee
- Wendy Crewson jako doktor Leslie Abbott

i inni